# Церодзе, Корнелий Григорьевич
Корнелий Григорьевич Церодзе (груз. კორნელი გრიგოლის ძე წეროძე; 28 августа 1916 — 19 февраля 1997) — советский, грузинский врач. Народный врач СССР (1979).

## Биография
Родился 28 августа 1916 года в Тифлисе (ныне Тбилиси, Грузия).
С 1938 года служил в Красной армии. Во время Второй мировой войны, в 1941—1943 годах командовал 121-м медико-санитарным батальоном.
С 1951 года, после окончания Тбилисского медицинского института, работал главой медицинского округа села Даблацихе Чохатаурского района. С 1955 года — врач Тбилисской станции скорой помощи.
Умер 19 февраля 1997 года в Тбилиси. Похоронен в Тбилиси.

## Звания и награды
- Народный врач СССР (1979)
- Орден Отечественной войны II степени
- Ордена Второй мировой войны и медали.